# Desert de Sonora

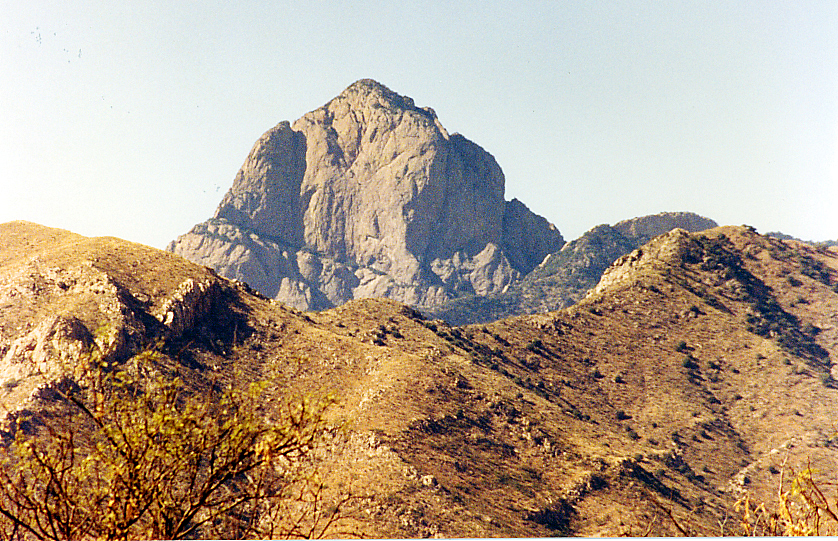
Baboquívari, Desert de Sonora, Arizona

El Desert de Sonora (de vegades també anomenat Desert de Gila, a causa del Riu Gila) és un desert nord-americà. Es troba entre Estats Units i Mèxic, cobrint grans parts d'Arizona i Califòrnia en territori nord-americà, així com de l'estat mexicà de Sonora, el qual li dona el nom. És un dels deserts més calorosos i grans del món, cobrint una àrea 311,000 km². El desert conté una varietat de flora i fauna úniques, com el cactus saguaro.
El Desert de Sonora es troba a l'extrem nord del Golf de Califòrnia, des del nord-est de Baixa Califòrnia a través del sud-est de Califòrnia i sud-oest d'Arizona fins a l'oest de Sonora. S'estén sobre les regions de la Vall del baix Colorado, el Vizcaíno i la Plana Sonorenca. D'acord amb la seva vegetació, el Desert de Sonora es subdivideix en 7 regions: Vall del baix Colorado, Terres Altes d'Arizona, Plana Sonorenca, Contraforts de Sonora, Costa del Golf Central, El Vizcaíno i La Magdalena. Molts ecologistes de fet consideren que les regions del Vizcaíno i La Magdalena, que jeuen al costat oest de la Península de Baixa Califòrnia, són una ecoregió a part; el Desert de Baixa Califòrnia.